# مجراب
المجراب (بالإنجليزية: Magyarab people)‏ هم جماعة من أصول مجرية استقرت في مناطق مصرية وسودانية. الاسم هو جمع بين كلمة مجري وعربي ومن الممكن أن تكون جمع بين كلمة مجري وآب والتي تعني قبيلة حسب اللغة النوبية.